# Acontia zelleri
Acontia zelleri är en fjärilsart som beskrevs av Hans Daniel Johan Wallengren 1856. Acontia zelleri ingår i släktet Acontia och familjen nattflyn. Inga underarter finns listade i Catalogue of Life.